# Rudolf Jacob Zeller
Rudolf Jacob Zeller, född 17 oktober 1880 i Hamburg, Tyskland, död 22 januari 1948 i Heerlen, Nederländerna, var en porträttmålare i Hamburg.
Rudolf Jacob Zeller började sin utbildning vid Großherzhogliche Kunstschule i Karlsruhe där man undervisade i realismen under 1800-talet. Han fortsatte sin utbildning på Die Staatliche Akademie der Bildenden Künste Stuttgart under Leopold von Kalckreuth, som undervisade på akademin från 1899 till 1905. Kalckreuth arbetade under den här perioden med friluftsmåleri men hade också arbetat med realism.
Efter examen återvände Zeller till Hamburg. Alltsedan hans första separatutställning 1912 var han en uppskattad porträttmålare i Hamburg. Han undervisade också privatelever. År 1921 blev han medlem i Hamburger Künstlerverein och senare i Hamburgischen Künstlerschaft. 1933 uteslöt Hamburger Künstlerverein Zeller från föreningen på grund av hans judiska ursprung. Två år senare, år 1935, förbjöds han att utöva sitt yrke i Tyskland. 1937, året för propagandakampanjen "degenererad konst", tog Zellers fru sitt eget liv, eftersom hon inte längre kunde uthärda förtrycket från nazisterna. Hans son Alfred åkte till Ecuador. Zeller själv emigrerade 1938 med pianisten Walter Kaufmann till Nederländerna. De två bosatte sig i Zandvoort. Kaufmann gav pianolektioner och Zeller tillverkade porträtt då och då.
År 1942 flyttade de till Maastricht eftersom det var förbjudet att bo nära kusten efter den tyska invasionen. När deportationerna började, gömdes de. Zeller gömdes av familjen Van Hoorn i Heerlen. Både Kaufmann och Zeller överlevde kriget. 
Efter kriget fortsatte Zeller att bo hos Van Hoorn i Heerlen. Han tog kontakt med sina söner och jobbade som porträttmålare igen. Strax före avresan till sin son Alfred i Ecuador, dog han plötsligt. Han återkom aldrig till Hamburg.